# 230 км (колійний пост)
230 км — колійний пост Херсонської дирекції залізничних перевезень Одеської залізниці на неелектрифікованій лінії Миколаїв — Миколаїв-Вантажний між станціями Миколаїв (3 км) та Миколаїв-Вантажний (10 км). Розташований у Корабельному районі міста Миколаїв Миколаївської області. 

## Пасажирське сполучення
До повномасштабного російського вторгнення в Україну (з 2022) на платфорні зупинялися приміські поїзди до станцій Вадим, Каховка, Колосівка, Тимкове. Наразі на зупинному пункту 230 км зупиняються приміські поїзди сполученням Миколаїв-Вантажний — Долинська.